# Lista de mesorregiões e microrregiões do Rio Grande do Sul

Mapa do Rio Grande do Sul mostrando seus municípios agrupados em microrregiões, que por sua vez estão agrupadas em mesorregiões.

Esta é a lista de mesorregiões e microrregiões do Rio Grande do Sul, estado brasileiro da Região Sul do país. O estado do Rio Grande do Sul foi dividido geograficamente pelo IBGE em sete mesorregiões, que por sua vez abrangiam 35 microrregiões, segundo o quadro vigente entre 1989 e 2017.
Em 2017, o IBGE extinguiu as mesorregiões e microrregiões, criando um novo quadro regional brasileiro, com novas divisões geográficas denominadas, respectivamente, regiões geográficas intermediárias e imediatas.
Apesar da extinção, o IBGE utilizou os recortes em mesorregiões e microrregiões em 2020 para a divulgação dos dados do censo agropecuário de 2017.

## Mesorregiões do Rio Grande do Sul
| Mesorregião                    | Código | Número de municípios | Localização          | Microrregiões      | Código |
| ------------------------------ | ------ | -------------------- | -------------------- | ------------------ | ------ |
| Noroeste Rio-Grandense         | 01     | 216                  |                      | Santa Rosa         | 001    |
| Noroeste Rio-Grandense         | 01     | 216                  | Três Passos          | 002                |        |
| Noroeste Rio-Grandense         | 01     | 216                  | Frederico Westphalen | 003                |        |
| Noroeste Rio-Grandense         | 01     | 216                  | Erechim              | 004                |        |
| Noroeste Rio-Grandense         | 01     | 216                  | Sananduva            | 005                |        |
| Noroeste Rio-Grandense         | 01     | 216                  | Cerro Largo          | 006                |        |
| Noroeste Rio-Grandense         | 01     | 216                  | Santo Ângelo         | 007                |        |
| Noroeste Rio-Grandense         | 01     | 216                  | Ijuí                 | 008                |        |
| Noroeste Rio-Grandense         | 01     | 216                  | Carazinho            | 009                |        |
| Noroeste Rio-Grandense         | 01     | 216                  | Passo Fundo          | 010                |        |
| Noroeste Rio-Grandense         | 01     | 216                  | Cruz Alta            | 011                |        |
| Noroeste Rio-Grandense         | 01     | 216                  | Não-Me-Toque         | 012                |        |
| Noroeste Rio-Grandense         | 01     | 216                  | Soledade             | 013                |        |
| Nordeste Rio-Grandense         | 02     | 54                   |                      | Guaporé            | 014    |
| Nordeste Rio-Grandense         | 02     | 54                   | Vacaria              | 015                |        |
| Nordeste Rio-Grandense         | 02     | 54                   | Caxias do Sul        | 016                |        |
| Centro Ocidental Rio-Grandense | 03     | 31                   |                      | Santiago           | 017    |
| Centro Ocidental Rio-Grandense | 03     | 31                   | Santa Maria          | 018                |        |
| Centro Ocidental Rio-Grandense | 03     | 31                   | Restinga Seca        | 019                |        |
| Centro Oriental Rio-Grandense  | 04     | 54                   |                      | Santa Cruz do Sul  | 020    |
| Centro Oriental Rio-Grandense  | 04     | 54                   | Lajeado-Estrela      | 021                |        |
| Centro Oriental Rio-Grandense  | 04     | 54                   | Cachoeira do Sul     | 022                |        |
| Metropolitana de Porto Alegre  | 05     | 98                   |                      | Montenegro         | 023    |
| Metropolitana de Porto Alegre  | 05     | 98                   | Gramado-Canela       | 024                |        |
| Metropolitana de Porto Alegre  | 05     | 98                   | São Jerônimo         | 025                |        |
| Metropolitana de Porto Alegre  | 05     | 98                   | Porto Alegre         | 026                |        |
| Metropolitana de Porto Alegre  | 05     | 98                   | Osório               | 027                |        |
| Metropolitana de Porto Alegre  | 05     | 98                   | Camaquã              | 028                |        |
| Sudoeste Rio-Grandense         | 06     | 19                   |                      | Campanha Ocidental | 029    |
| Sudoeste Rio-Grandense         | 06     | 19                   | Campanha Central     | 030                |        |
| Sudoeste Rio-Grandense         | 06     | 19                   | Campanha Meridional  | 031                |        |
| Sudeste Rio-Grandense          | 07     | 25                   |                      | Serras de Sudeste  | 032    |
| Sudeste Rio-Grandense          | 07     | 25                   | Pelotas              | 033                |        |
| Sudeste Rio-Grandense          | 07     | 25                   | Jaguarão             | 034                |        |
| Sudeste Rio-Grandense          | 07     | 25                   | Litoral Lagunar      | 035                |        |

## Microrregiões do Rio Grande do Sul divididas por mesorregiões

### Mesorregião do Noroeste Rio-Grandense
| Microrregião         | Código | Localização               | Municípios                 |
| -------------------- | ------ | ------------------------- | -------------------------- |
| Santa Rosa           | 001    |                           | Alecrim                    |
| Santa Rosa           | 001    | Cândido Godói             |                            |
| Santa Rosa           | 001    | Independência             |                            |
| Santa Rosa           | 001    | Novo Machado              |                            |
| Santa Rosa           | 001    | Porto Lucena              |                            |
| Santa Rosa           | 001    | Porto Mauá                |                            |
| Santa Rosa           | 001    | Porto Vera Cruz           |                            |
| Santa Rosa           | 001    | Santa Rosa                |                            |
| Santa Rosa           | 001    | Santo Cristo              |                            |
| Santa Rosa           | 001    | São José do Inhacorá      |                            |
| Santa Rosa           | 001    | Três de Maio              |                            |
| Santa Rosa           | 001    | Tucunduva                 |                            |
| Santa Rosa           | 001    | Tuparendi                 |                            |
| Três Passos          | 002    |                           | Barra do Guarita           |
| Três Passos          | 002    | Boa Vista do Buricá       |                            |
| Três Passos          | 002    | Bom Progresso             |                            |
| Três Passos          | 002    | Braga                     |                            |
| Três Passos          | 002    | Campo Novo                |                            |
| Três Passos          | 002    | Crissiumal                |                            |
| Três Passos          | 002    | Derrubadas                |                            |
| Três Passos          | 002    | Doutor Maurício Cardoso   |                            |
| Três Passos          | 002    | Esperança do Sul          |                            |
| Três Passos          | 002    | Horizontina               |                            |
| Três Passos          | 002    | Humaitá                   |                            |
| Três Passos          | 002    | Miraguaí                  |                            |
| Três Passos          | 002    | Nova Candelária           |                            |
| Três Passos          | 002    | Redentora                 |                            |
| Três Passos          | 002    | São Martinho              |                            |
| Três Passos          | 002    | Sede Nova                 |                            |
| Três Passos          | 002    | Tenente Portela           |                            |
| Três Passos          | 002    | Tiradentes do Sul         |                            |
| Três Passos          | 002    | Três Passos               |                            |
| Três Passos          | 002    | Vista Gaúcha              |                            |
| Frederico Westphalen | 003    |                           | Alpestre                   |
| Frederico Westphalen | 003    | Ametista do Sul           |                            |
| Frederico Westphalen | 003    | Caiçara                   |                            |
| Frederico Westphalen | 003    | Constantina               |                            |
| Frederico Westphalen | 003    | Cristal do Sul            |                            |
| Frederico Westphalen | 003    | Dois Irmãos das Missões   |                            |
| Frederico Westphalen | 003    | Engenho Velho             |                            |
| Frederico Westphalen | 003    | Erval Seco                |                            |
| Frederico Westphalen | 003    | Frederico Westphalen      |                            |
| Frederico Westphalen | 003    | Gramado dos Loureiros     |                            |
| Frederico Westphalen | 003    | Iraí                      |                            |
| Frederico Westphalen | 003    | Liberato Salzano          |                            |
| Frederico Westphalen | 003    | Nonoai                    |                            |
| Frederico Westphalen | 003    | Novo Tiradentes           |                            |
| Frederico Westphalen | 003    | Novo Xingu                |                            |
| Frederico Westphalen | 003    | Palmitinho                |                            |
| Frederico Westphalen | 003    | Pinheirinho do Vale       |                            |
| Frederico Westphalen | 003    | Planalto                  |                            |
| Frederico Westphalen | 003    | Rio dos Índios            |                            |
| Frederico Westphalen | 003    | Rodeio Bonito             |                            |
| Frederico Westphalen | 003    | Rondinha                  |                            |
| Frederico Westphalen | 003    | Seberi                    |                            |
| Frederico Westphalen | 003    | Taquaruçu do Sul          |                            |
| Frederico Westphalen | 003    | Três Palmeiras            |                            |
| Frederico Westphalen | 003    | Trindade do Sul           |                            |
| Frederico Westphalen | 003    | Vicente Dutra             |                            |
| Frederico Westphalen | 003    | Vista Alegre              |                            |
| Erechim              | 004    |                           | Aratiba                    |
| Erechim              | 004    | Áurea                     |                            |
| Erechim              | 004    | Barão de Cotegipe         |                            |
| Erechim              | 004    | Barra do Rio Azul         |                            |
| Erechim              | 004    | Benjamin Constant do Sul  |                            |
| Erechim              | 004    | Campinas do Sul           |                            |
| Erechim              | 004    | Carlos Gomes              |                            |
| Erechim              | 004    | Centenário                |                            |
| Erechim              | 004    | Cruzaltense               |                            |
| Erechim              | 004    | Entre Rios do Sul         |                            |
| Erechim              | 004    | Erebango                  |                            |
| Erechim              | 004    | Erechim                   |                            |
| Erechim              | 004    | Erval Grande              |                            |
| Erechim              | 004    | Estação                   |                            |
| Erechim              | 004    | Faxinalzinho              |                            |
| Erechim              | 004    | Floriano Peixoto          |                            |
| Erechim              | 004    | Gaurama                   |                            |
| Erechim              | 004    | Getúlio Vargas            |                            |
| Erechim              | 004    | Ipiranga do Sul           |                            |
| Erechim              | 004    | Itatiba do Sul            |                            |
| Erechim              | 004    | Jacutinga                 |                            |
| Erechim              | 004    | Marcelino Ramos           |                            |
| Erechim              | 004    | Mariano Moro              |                            |
| Erechim              | 004    | Paulo Bento               |                            |
| Erechim              | 004    | Ponte Preta               |                            |
| Erechim              | 004    | Quatro Irmãos             |                            |
| Erechim              | 004    | São Valentim              |                            |
| Erechim              | 004    | Severiano de Almeida      |                            |
| Erechim              | 004    | Três Arroios              |                            |
| Erechim              | 004    | Viadutos                  |                            |
| Sananduva            | 005    |                           | Barracão                   |
| Sananduva            | 005    | Cacique Doble             |                            |
| Sananduva            | 005    | Ibiaçá                    |                            |
| Sananduva            | 005    | Machadinho                |                            |
| Sananduva            | 005    | Maximiliano de Almeida    |                            |
| Sananduva            | 005    | Paim Filho                |                            |
| Sananduva            | 005    | Sananduva                 |                            |
| Sananduva            | 005    | Santo Expedito do Sul     |                            |
| Sananduva            | 005    | São João da Urtiga        |                            |
| Sananduva            | 005    | São José do Ouro          |                            |
| Sananduva            | 005    | Tupanci do Sul            |                            |
| Cerro Largo          | 006    |                           | Caibaté                    |
| Cerro Largo          | 006    | Campina das Missões       |                            |
| Cerro Largo          | 006    | Cerro Largo               |                            |
| Cerro Largo          | 006    | Guarani das Missões       |                            |
| Cerro Largo          | 006    | Mato Queimado             |                            |
| Cerro Largo          | 006    | Porto Xavier              |                            |
| Cerro Largo          | 006    | Roque Gonzales            |                            |
| Cerro Largo          | 006    | Salvador das Missões      |                            |
| Cerro Largo          | 006    | São Paulo das Missões     |                            |
| Cerro Largo          | 006    | São Pedro do Butiá        |                            |
| Cerro Largo          | 006    | Sete de Setembro          |                            |
| Santo Ângelo         | 007    |                           | Bossoroca                  |
| Santo Ângelo         | 007    | Catuípe                   |                            |
| Santo Ângelo         | 007    | Dezesseis de Novembro     |                            |
| Santo Ângelo         | 007    | Entre-Ijuís               |                            |
| Santo Ângelo         | 007    | Eugênio de Castro         |                            |
| Santo Ângelo         | 007    | Giruá                     |                            |
| Santo Ângelo         | 007    | Pirapó                    |                            |
| Santo Ângelo         | 007    | Rolador                   |                            |
| Santo Ângelo         | 007    | Santo Ângelo              |                            |
| Santo Ângelo         | 007    | Santo Antônio das Missões |                            |
| Santo Ângelo         | 007    | São Luiz Gonzaga          |                            |
| Santo Ângelo         | 007    | São Miguel das Missões    |                            |
| Santo Ângelo         | 007    | São Nicolau               |                            |
| Santo Ângelo         | 007    | Senador Salgado Filho     |                            |
| Santo Ângelo         | 007    | Ubiretama                 |                            |
| Santo Ângelo         | 007    | Vitória das Missões       |                            |
| Ijuí                 | 008    |                           | Ajuricaba                  |
| Ijuí                 | 008    | Alegria                   |                            |
| Ijuí                 | 008    | Augusto Pestana           |                            |
| Ijuí                 | 008    | Bozano                    |                            |
| Ijuí                 | 008    | Chiapetta                 |                            |
| Ijuí                 | 008    | Condor                    |                            |
| Ijuí                 | 008    | Coronel Barros            |                            |
| Ijuí                 | 008    | Coronel Bicaco            |                            |
| Ijuí                 | 008    | Ijuí                      |                            |
| Ijuí                 | 008    | Inhacorá                  |                            |
| Ijuí                 | 008    | Nova Ramada               |                            |
| Ijuí                 | 008    | Panambi                   |                            |
| Ijuí                 | 008    | Pejuçara                  |                            |
| Ijuí                 | 008    | Santo Augusto             |                            |
| Ijuí                 | 008    | São Valério do Sul        |                            |
| Carazinho            | 009    |                           | Almirante Tamandaré do Sul |
| Carazinho            | 009    | Barra Funda               |                            |
| Carazinho            | 009    | Boa Vista das Missões     |                            |
| Carazinho            | 009    | Carazinho                 |                            |
| Carazinho            | 009    | Cerro Grande              |                            |
| Carazinho            | 009    | Chapada                   |                            |
| Carazinho            | 009    | Coqueiros do Sul          |                            |
| Carazinho            | 009    | Jaboticaba                |                            |
| Carazinho            | 009    | Lajeado do Bugre          |                            |
| Carazinho            | 009    | Nova Boa Vista            |                            |
| Carazinho            | 009    | Novo Barreiro             |                            |
| Carazinho            | 009    | Palmeira das Missões      |                            |
| Carazinho            | 009    | Pinhal                    |                            |
| Carazinho            | 009    | Sagrada Família           |                            |
| Carazinho            | 009    | Santo Antônio do Planalto |                            |
| Carazinho            | 009    | São José das Missões      |                            |
| Carazinho            | 009    | São Pedro das Missões     |                            |
| Carazinho            | 009    | Sarandi                   |                            |
| Passo Fundo          | 010    |                           | Água Santa                 |
| Passo Fundo          | 010    | Camargo                   |                            |
| Passo Fundo          | 010    | Casca                     |                            |
| Passo Fundo          | 010    | Caseiros                  |                            |
| Passo Fundo          | 010    | Charrua                   |                            |
| Passo Fundo          | 010    | Ciríaco                   |                            |
| Passo Fundo          | 010    | Coxilha                   |                            |
| Passo Fundo          | 010    | David Canabarro           |                            |
| Passo Fundo          | 010    | Ernestina                 |                            |
| Passo Fundo          | 010    | Gentil                    |                            |
| Passo Fundo          | 010    | Ibiraiaras                |                            |
| Passo Fundo          | 010    | Marau                     |                            |
| Passo Fundo          | 010    | Mato Castelhano           |                            |
| Passo Fundo          | 010    | Muliterno                 |                            |
| Passo Fundo          | 010    | Nicolau Vergueiro         |                            |
| Passo Fundo          | 010    | Passo Fundo               |                            |
| Passo Fundo          | 010    | Pontão                    |                            |
| Passo Fundo          | 010    | Ronda Alta                |                            |
| Passo Fundo          | 010    | Santa Cecília do Sul      |                            |
| Passo Fundo          | 010    | Santo Antônio do Palma    |                            |
| Passo Fundo          | 010    | São Domingos do Sul       |                            |
| Passo Fundo          | 010    | Sertão                    |                            |
| Passo Fundo          | 010    | Tapejara                  |                            |
| Passo Fundo          | 010    | Vanini                    |                            |
| Passo Fundo          | 010    | Vila Lângaro              |                            |
| Passo Fundo          | 010    | Vila Maria                |                            |
| Cruz Alta            | 011    |                           | Alto Alegre                |
| Cruz Alta            | 011    | Boa Vista do Cadeado      |                            |
| Cruz Alta            | 011    | Boa Vista do Incra        |                            |
| Cruz Alta            | 011    | Campos Borges             |                            |
| Cruz Alta            | 011    | Cruz Alta                 |                            |
| Cruz Alta            | 011    | Espumoso                  |                            |
| Cruz Alta            | 011    | Fortaleza dos Valos       |                            |
| Cruz Alta            | 011    | Ibirubá                   |                            |
| Cruz Alta            | 011    | Jacuizinho                |                            |
| Cruz Alta            | 011    | Jóia                      |                            |
| Cruz Alta            | 011    | Quinze de Novembro        |                            |
| Cruz Alta            | 011    | Saldanha Marinho          |                            |
| Cruz Alta            | 011    | Salto do Jacuí            |                            |
| Cruz Alta            | 011    | Santa Bárbara do Sul      |                            |
| Não-Me-Toque         | 012    |                           | Colorado                   |
| Não-Me-Toque         | 012    | Lagoa dos Três Cantos     |                            |
| Não-Me-Toque         | 012    | Não-Me-Toque              |                            |
| Não-Me-Toque         | 012    | Selbach                   |                            |
| Não-Me-Toque         | 012    | Tapera                    |                            |
| Não-Me-Toque         | 012    | Tio Hugo                  |                            |
| Não-Me-Toque         | 012    | Victor Graeff             |                            |
| Soledade             | 013    |                           | Barros Cassal              |
| Soledade             | 013    | Fontoura Xavier           |                            |
| Soledade             | 013    | Ibirapuitã                |                            |
| Soledade             | 013    | Lagoão                    |                            |
| Soledade             | 013    | Mormaço                   |                            |
| Soledade             | 013    | São José do Herval        |                            |
| Soledade             | 013    | Soledade                  |                            |
| Soledade             | 013    | Tunas                     |                            |

### Mesorregião do Nordeste Rio-Grandense
| Microrregião  | Código | Localização             | Municípios     |
| ------------- | ------ | ----------------------- | -------------- |
| Guaporé       | 014    |                         | André da Rocha |
| Guaporé       | 014    | Anta Gorda              |                |
| Guaporé       | 014    | Arvorezinha             |                |
| Guaporé       | 014    | Dois Lajeados           |                |
| Guaporé       | 014    | Guabiju                 |                |
| Guaporé       | 014    | Guaporé                 |                |
| Guaporé       | 014    | Ilópolis                |                |
| Guaporé       | 014    | Itapuca                 |                |
| Guaporé       | 014    | Montauri                |                |
| Guaporé       | 014    | Nova Alvorada           |                |
| Guaporé       | 014    | Nova Araçá              |                |
| Guaporé       | 014    | Nova Bassano            |                |
| Guaporé       | 014    | Nova Prata              |                |
| Guaporé       | 014    | Paraí                   |                |
| Guaporé       | 014    | Protásio Alves          |                |
| Guaporé       | 014    | Putinga                 |                |
| Guaporé       | 014    | São Jorge               |                |
| Guaporé       | 014    | São Valentim do Sul     |                |
| Guaporé       | 014    | Serafina Corrêa         |                |
| Guaporé       | 014    | União da Serra          |                |
| Guaporé       | 014    | Vista Alegre do Prata   |                |
| Vacaria       | 015    |                         | Bom Jesus      |
| Vacaria       | 015    | Cambará do Sul          |                |
| Vacaria       | 015    | Campestre da Serra      |                |
| Vacaria       | 015    | Capão Bonito do Sul     |                |
| Vacaria       | 015    | Esmeralda               |                |
| Vacaria       | 015    | Ipê                     |                |
| Vacaria       | 015    | Jaquirana               |                |
| Vacaria       | 015    | Lagoa Vermelha          |                |
| Vacaria       | 015    | Monte Alegre dos Campos |                |
| Vacaria       | 015    | Muitos Capões           |                |
| Vacaria       | 015    | Pinhal da Serra         |                |
| Vacaria       | 015    | São Francisco de Paula  |                |
| Vacaria       | 015    | São José dos Ausentes   |                |
| Vacaria       | 015    | Vacaria                 |                |
| Caxias do Sul | 016    |                         | Antônio Prado  |
| Caxias do Sul | 016    | Bento Gonçalves         |                |
| Caxias do Sul | 016    | Boa Vista do Sul        |                |
| Caxias do Sul | 016    | Carlos Barbosa          |                |
| Caxias do Sul | 016    | Caxias do Sul           |                |
| Caxias do Sul | 016    | Coronel Pilar           |                |
| Caxias do Sul | 016    | Cotiporã                |                |
| Caxias do Sul | 016    | Fagundes Varela         |                |
| Caxias do Sul | 016    | Farroupilha             |                |
| Caxias do Sul | 016    | Flores da Cunha         |                |
| Caxias do Sul | 016    | Garibaldi               |                |
| Caxias do Sul | 016    | Monte Belo do Sul       |                |
| Caxias do Sul | 016    | Nova Pádua              |                |
| Caxias do Sul | 016    | Nova Roma do Sul        |                |
| Caxias do Sul | 016    | Pinto Bandeira          |                |
| Caxias do Sul | 016    | Santa Tereza            |                |
| Caxias do Sul | 016    | São Marcos              |                |
| Caxias do Sul | 016    | Veranópolis             |                |
| Caxias do Sul | 016    | Vila Flores             |                |

### Mesorregião do Centro Ocidental Rio-Grandense
| Microrregião  | Código | Localização           | Municípios    |
| ------------- | ------ | --------------------- | ------------- |
| Santiago      | 017    |                       | Capão do Cipó |
| Santiago      | 017    | Itacurubi             |               |
| Santiago      | 017    | Jari                  |               |
| Santiago      | 017    | Júlio de Castilhos    |               |
| Santiago      | 017    | Pinhal Grande         |               |
| Santiago      | 017    | Quevedos              |               |
| Santiago      | 017    | Santiago              |               |
| Santiago      | 017    | Tupanciretã           |               |
| Santiago      | 017    | Unistalda             |               |
| Santa Maria   | 018    |                       | Cacequi       |
| Santa Maria   | 018    | Dilermando de Aguiar  |               |
| Santa Maria   | 018    | Itaara                |               |
| Santa Maria   | 018    | Jaguari               |               |
| Santa Maria   | 018    | Mata                  |               |
| Santa Maria   | 018    | Nova Esperança do Sul |               |
| Santa Maria   | 018    | Santa Maria           |               |
| Santa Maria   | 018    | São Martinho da Serra |               |
| Santa Maria   | 018    | São Pedro do Sul      |               |
| Santa Maria   | 018    | São Sepé              |               |
| Santa Maria   | 018    | São Vicente do Sul    |               |
| Santa Maria   | 018    | Toropi                |               |
| Santa Maria   | 018    | Vila Nova do Sul      |               |
| Restinga Seca | 019    |                       | Agudo         |
| Restinga Seca | 019    | Dona Francisca        |               |
| Restinga Seca | 019    | Faxinal do Soturno    |               |
| Restinga Seca | 019    | Formigueiro           |               |
| Restinga Seca | 019    | Ivorá                 |               |
| Restinga Seca | 019    | Nova Palma            |               |
| Restinga Seca | 019    | Restinga Seca         |               |
| Restinga Seca | 019    | São João do Polêsine  |               |
| Restinga Seca | 019    | Silveira Martins      |               |

### Mesorregião do Centro Oriental Rio-Grandense
| Microrregião      | Código | Localização         | Municípios       |
| ----------------- | ------ | ------------------- | ---------------- |
| Santa Cruz do Sul | 020    |                     | Arroio do Tigre  |
| Santa Cruz do Sul | 020    | Candelária          |                  |
| Santa Cruz do Sul | 020    | Estrela Velha       |                  |
| Santa Cruz do Sul | 020    | Gramado Xavier      |                  |
| Santa Cruz do Sul | 020    | Herveiras           |                  |
| Santa Cruz do Sul | 020    | Ibarama             |                  |
| Santa Cruz do Sul | 020    | Lagoa Bonita do Sul |                  |
| Santa Cruz do Sul | 020    | Mato Leitão         |                  |
| Santa Cruz do Sul | 020    | Passa-Sete          |                  |
| Santa Cruz do Sul | 020    | Santa Cruz do Sul   |                  |
| Santa Cruz do Sul | 020    | Segredo             |                  |
| Santa Cruz do Sul | 020    | Sinimbu             |                  |
| Santa Cruz do Sul | 020    | Sobradinho          |                  |
| Santa Cruz do Sul | 020    | Vale do Sol         |                  |
| Santa Cruz do Sul | 020    | Venâncio Aires      |                  |
| Santa Cruz do Sul | 020    | Vera Cruz           |                  |
| Lajeado-Estrela   | 021    |                     | Arroio do Meio   |
| Lajeado-Estrela   | 021    | Bom Retiro do Sul   |                  |
| Lajeado-Estrela   | 021    | Boqueirão do Leão   |                  |
| Lajeado-Estrela   | 021    | Canudos do Vale     |                  |
| Lajeado-Estrela   | 021    | Capitão             |                  |
| Lajeado-Estrela   | 021    | Colinas             |                  |
| Lajeado-Estrela   | 021    | Coqueiro Baixo      |                  |
| Lajeado-Estrela   | 021    | Cruzeiro do Sul     |                  |
| Lajeado-Estrela   | 021    | Doutor Ricardo      |                  |
| Lajeado-Estrela   | 021    | Encantado           |                  |
| Lajeado-Estrela   | 021    | Estrela             |                  |
| Lajeado-Estrela   | 021    | Fazenda Vilanova    |                  |
| Lajeado-Estrela   | 021    | Forquetinha         |                  |
| Lajeado-Estrela   | 021    | Imigrante           |                  |
| Lajeado-Estrela   | 021    | Lajeado             |                  |
| Lajeado-Estrela   | 021    | Marques de Souza    |                  |
| Lajeado-Estrela   | 021    | Muçum               |                  |
| Lajeado-Estrela   | 021    | Nova Bréscia        |                  |
| Lajeado-Estrela   | 021    | Paverama            |                  |
| Lajeado-Estrela   | 021    | Pouso Novo          |                  |
| Lajeado-Estrela   | 021    | Progresso           |                  |
| Lajeado-Estrela   | 021    | Relvado             |                  |
| Lajeado-Estrela   | 021    | Roca Sales          |                  |
| Lajeado-Estrela   | 021    | Santa Clara do Sul  |                  |
| Lajeado-Estrela   | 021    | Sério               |                  |
| Lajeado-Estrela   | 021    | Tabaí               |                  |
| Lajeado-Estrela   | 021    | Taquari             |                  |
| Lajeado-Estrela   | 021    | Teutônia            |                  |
| Lajeado-Estrela   | 021    | Travesseiro         |                  |
| Lajeado-Estrela   | 021    | Vespasiano Corrêa   |                  |
| Lajeado-Estrela   | 021    | Westfália           |                  |
| Cachoeira do Sul  | 022    |                     | Cachoeira do Sul |
| Cachoeira do Sul  | 022    | Cerro Branco        |                  |
| Cachoeira do Sul  | 022    | Novo Cabrais        |                  |
| Cachoeira do Sul  | 022    | Pantano Grande      |                  |
| Cachoeira do Sul  | 022    | Paraíso do Sul      |                  |
| Cachoeira do Sul  | 022    | Passo do Sobrado    |                  |
| Cachoeira do Sul  | 022    | Rio Pardo           |                  |

### Mesorregião Metropolitana de Porto Alegre
| Microrregião   | Código | Localização               | Municípios       |
| -------------- | ------ | ------------------------- | ---------------- |
| Montenegro     | 023    |                           | Alto Feliz       |
| Montenegro     | 023    | Barão                     |                  |
| Montenegro     | 023    | Bom Princípio             |                  |
| Montenegro     | 023    | Brochier                  |                  |
| Montenegro     | 023    | Capela de Santana         |                  |
| Montenegro     | 023    | Feliz                     |                  |
| Montenegro     | 023    | Harmonia                  |                  |
| Montenegro     | 023    | Linha Nova                |                  |
| Montenegro     | 023    | Maratá                    |                  |
| Montenegro     | 023    | Montenegro                |                  |
| Montenegro     | 023    | Pareci Novo               |                  |
| Montenegro     | 023    | Poço das Antas            |                  |
| Montenegro     | 023    | Portão                    |                  |
| Montenegro     | 023    | Salvador do Sul           |                  |
| Montenegro     | 023    | São José do Hortêncio     |                  |
| Montenegro     | 023    | São José do Sul           |                  |
| Montenegro     | 023    | São Pedro da Serra        |                  |
| Montenegro     | 023    | São Sebastião do Caí      |                  |
| Montenegro     | 023    | São Vendelino             |                  |
| Montenegro     | 023    | Tupandi                   |                  |
| Montenegro     | 023    | Vale Real                 |                  |
| Gramado-Canela | 024    |                           | Canela           |
| Gramado-Canela | 024    | Dois Irmãos               |                  |
| Gramado-Canela | 024    | Gramado                   |                  |
| Gramado-Canela | 024    | Igrejinha                 |                  |
| Gramado-Canela | 024    | Ivoti                     |                  |
| Gramado-Canela | 024    | Lindolfo Collor           |                  |
| Gramado-Canela | 024    | Morro Reuter              |                  |
| Gramado-Canela | 024    | Nova Petrópolis           |                  |
| Gramado-Canela | 024    | Picada Café               |                  |
| Gramado-Canela | 024    | Presidente Lucena         |                  |
| Gramado-Canela | 024    | Riozinho                  |                  |
| Gramado-Canela | 024    | Rolante                   |                  |
| Gramado-Canela | 024    | Santa Maria do Herval     |                  |
| Gramado-Canela | 024    | Taquara                   |                  |
| Gramado-Canela | 024    | Três Coroas               |                  |
| São Jerônimo   | 025    |                           | Arroio dos Ratos |
| São Jerônimo   | 025    | Barão do Triunfo          |                  |
| São Jerônimo   | 025    | Butiá                     |                  |
| São Jerônimo   | 025    | Charqueadas               |                  |
| São Jerônimo   | 025    | General Câmara            |                  |
| São Jerônimo   | 025    | Minas do Leão             |                  |
| São Jerônimo   | 025    | São Jerônimo              |                  |
| São Jerônimo   | 025    | Triunfo                   |                  |
| São Jerônimo   | 025    | Vale Verde                |                  |
| Porto Alegre   | 026    |                           | Alvorada         |
| Porto Alegre   | 026    | Araricá                   |                  |
| Porto Alegre   | 026    | Cachoeirinha              |                  |
| Porto Alegre   | 026    | Campo Bom                 |                  |
| Porto Alegre   | 026    | Canoas                    |                  |
| Porto Alegre   | 026    | Eldorado do Sul           |                  |
| Porto Alegre   | 026    | Estância Velha            |                  |
| Porto Alegre   | 026    | Esteio                    |                  |
| Porto Alegre   | 026    | Glorinha                  |                  |
| Porto Alegre   | 026    | Gravataí                  |                  |
| Porto Alegre   | 026    | Guaíba                    |                  |
| Porto Alegre   | 026    | Mariana Pimentel          |                  |
| Porto Alegre   | 026    | Nova Hartz                |                  |
| Porto Alegre   | 026    | Nova Santa Rita           |                  |
| Porto Alegre   | 026    | Novo Hamburgo             |                  |
| Porto Alegre   | 026    | Parobé                    |                  |
| Porto Alegre   | 026    | Porto Alegre              |                  |
| Porto Alegre   | 026    | São Leopoldo              |                  |
| Porto Alegre   | 026    | Sapiranga                 |                  |
| Porto Alegre   | 026    | Sapucaia do Sul           |                  |
| Porto Alegre   | 026    | Sertão Santana            |                  |
| Porto Alegre   | 026    | Viamão                    |                  |
| Osório         | 027    |                           | Arroio do Sal    |
| Osório         | 027    | Balneário Pinhal          |                  |
| Osório         | 027    | Capão da Canoa            |                  |
| Osório         | 027    | Capivari do Sul           |                  |
| Osório         | 027    | Caraá                     |                  |
| Osório         | 027    | Cidreira                  |                  |
| Osório         | 027    | Dom Pedro de Alcântara    |                  |
| Osório         | 027    | Imbé                      |                  |
| Osório         | 027    | Itati                     |                  |
| Osório         | 027    | Mampituba                 |                  |
| Osório         | 027    | Maquiné                   |                  |
| Osório         | 027    | Morrinhos do Sul          |                  |
| Osório         | 027    | Mostardas                 |                  |
| Osório         | 027    | Osório                    |                  |
| Osório         | 027    | Palmares do Sul           |                  |
| Osório         | 027    | Santo Antônio da Patrulha |                  |
| Osório         | 027    | Tavares                   |                  |
| Osório         | 027    | Terra de Areia            |                  |
| Osório         | 027    | Torres                    |                  |
| Osório         | 027    | Tramandaí                 |                  |
| Osório         | 027    | Três Cachoeiras           |                  |
| Osório         | 027    | Três Forquilhas           |                  |
| Osório         | 027    | Xangri-lá                 |                  |
| Camaquã        | 028    |                           | Arambaré         |
| Camaquã        | 028    | Barra do Ribeiro          |                  |
| Camaquã        | 028    | Camaquã                   |                  |
| Camaquã        | 028    | Cerro Grande do Sul       |                  |
| Camaquã        | 028    | Chuvisca                  |                  |
| Camaquã        | 028    | Dom Feliciano             |                  |
| Camaquã        | 028    | Sentinela do Sul          |                  |
| Camaquã        | 028    | Tapes                     |                  |

### Mesorregião do Sudoeste Rio-Grandense
| Microrregião        | Código | Localização            | Municípios     |
| ------------------- | ------ | ---------------------- | -------------- |
| Campanha Ocidental  | 029    |                        | Alegrete       |
| Campanha Ocidental  | 029    | Barra do Quaraí        |                |
| Campanha Ocidental  | 029    | Garruchos              |                |
| Campanha Ocidental  | 029    | Itaqui                 |                |
| Campanha Ocidental  | 029    | Maçambará              |                |
| Campanha Ocidental  | 029    | Manoel Viana           |                |
| Campanha Ocidental  | 029    | Quaraí                 |                |
| Campanha Ocidental  | 029    | São Borja              |                |
| Campanha Ocidental  | 029    | São Francisco de Assis |                |
| Campanha Ocidental  | 029    | Uruguaiana             |                |
| Campanha Central    | 030    |                        | Rosário do Sul |
| Campanha Central    | 030    | Santa Margarida do Sul |                |
| Campanha Central    | 030    | Sant'Ana do Livramento |                |
| Campanha Central    | 030    | São Gabriel            |                |
| Campanha Meridional | 031    |                        | Aceguá         |
| Campanha Meridional | 031    | Bagé                   |                |
| Campanha Meridional | 031    | Dom Pedrito            |                |
| Campanha Meridional | 031    | Hulha Negra            |                |
| Campanha Meridional | 031    | Lavras do Sul          |                |

### Mesorregião do Sudeste Rio-Grandense
| Microrregião      | Código | Localização             | Municípios      |
| ----------------- | ------ | ----------------------- | --------------- |
| Serras de Sudeste | 032    |                         | Amaral Ferrador |
| Serras de Sudeste | 032    | Caçapava do Sul         |                 |
| Serras de Sudeste | 032    | Candiota                |                 |
| Serras de Sudeste | 032    | Encruzilhada do Sul     |                 |
| Serras de Sudeste | 032    | Pinheiro Machado        |                 |
| Serras de Sudeste | 032    | Piratini                |                 |
| Serras de Sudeste | 032    | Santana da Boa Vista    |                 |
| Pelotas           | 033    |                         | Arroio do Padre |
| Pelotas           | 033    | Canguçu                 |                 |
| Pelotas           | 033    | Capão do Leão           |                 |
| Pelotas           | 033    | Cerrito                 |                 |
| Pelotas           | 033    | Cristal                 |                 |
| Pelotas           | 033    | Morro Redondo           |                 |
| Pelotas           | 033    | Pedro Osório            |                 |
| Pelotas           | 033    | Pelotas                 |                 |
| Pelotas           | 033    | São Lourenço do Sul     |                 |
| Pelotas           | 033    | Turuçu                  |                 |
| Jaguarão          | 034    |                         | Arroio Grande   |
| Jaguarão          | 034    | Herval                  |                 |
| Jaguarão          | 034    | Jaguarão                |                 |
| Jaguarão          | 034    | Pedras Altas            |                 |
| Litoral Lagunar   | 035    |                         | Chuí            |
| Litoral Lagunar   | 035    | Rio Grande              |                 |
| Litoral Lagunar   | 035    | Santa Vitória do Palmar |                 |
| Litoral Lagunar   | 035    | São José do Norte       |                 |